# Летесенбет Гидей
Летесенбет Гидей (род. 20 марта 1998, Тыграй) — эфиопская легкоатлетка, выступающая в беге на длинные дистанции и кроссе. Бронзовый призёр летних Олимпийских игр 2020 года, чемпионка мира 2022 года, серебряный призёр чемпионатов мира 2019 и 2023 годов в беге на 10 000 метров, многократная победительница чемпионатов мира по кроссу. Рекордсменка мира на дистанциях 5000 м, 10000 м, а также на дистанции 15 км на шоссе и в полумарафоне.

## Биография
26 марта 2017 года Гидей участвовала в женской гонке чемпионата мира по кроссу среди женщин до 20 лет. Она заняла первое место на дистанции 6 км в Кампале, Уганда. Она соревновалась в беге на 5000 метров среди женщин на чемпионате мира по легкой атлетике 2017 года. Вышла в финал и финишировала 11-й из 14 спортсменок.
28 сентября 2019 года Летесенбет Гидей в Дохе стала серебряным призёром чемпионата мира в беге на 10000 метров, показав результат — 30:21,23 и уступив победительнице 3,61 секунды.
17 ноября 2019 года на забеге Zevenheuvelenloop в Нидерландах установила мировой рекорд на дистанции 15 км на шоссе (44:20), став первой в истории женщиной, пробежавшей 15 км быстрее 45 минут. За свой рекорд эфиопка получила 50 000 евро.
7 октября 2020 года в Валенсии установила мировой рекорд на дистанции 5000 метров (14:06,62), на 4 с лишним секунды превысив результат Тирунеш Дибабы 12-летней давности.
8 июня 2021 года на отборочных соревнованиях легкоатлетической сборной команды Эфиопии, которые прошли в нидерландском городе Хенгело Летесенбет Гидей установила мировой рекорд на дистанции  10 000 метров (29:01,03), почти на 6 с превзойдя результат Сифан Хассан, установленный на том же стадионе буквально двумя днями ранее на проходившем там мемориале Фанни Бланкерс-Кун.
24 октября 2021 Летесенбет победила в полумарафоне в Валенсии (англ. Valencia Half Marathon) с временем мирового рекорда 62:52, став первой женщиной, выбежавшей из 63 минут, и улучшив предыдущее достижение на 1 мин 10 с.
В 2023 году на чемпионате мира по лёгкой атлетике, который состоялся в Будапеште, эфиопская спортсменка, в беге на 10000 метров, с результатом 31:28,16 стала серебряной медалисткой чемпионата мира.

## Персональные результаты
| Дисциплина    | Время       | Место                | Дата            |
| ------------- | ----------- | -------------------- | --------------- |
| 1500 метров   | 4:11.11     | Эрувиль (Валь-д’Уаз) | 15 июня 2017    |
| 3000 метров   | 8:20.27     | Пало-Алто            | 30 июня 2019    |
| 5000 метров   | 14:06.62 WR | Валенсия             | 7 октября 2020  |
| 10000 метров  | 29:01.03 WR | Хенгело              | 8 июня 2021     |
| 10 километров | 33:55       | Бангалор             | 19 мая 2019     |
| 15 километров | 44:20 WR    | Неймеген             | 17 ноября 2019  |
| Полумарафон   | 62:52 WR    | Валенсия             | 24 октября 2021 |
| Марафон       | 2:16.49     | Валенсия             | 4 декабря 2022  |